# Ceasul fantasmelor
Ceasul fantasmelor (2015) este un volum de povestiri al scriitorului român Oliviu Crâznic. Unele texte cuprinse în carte au fost publicate anterior în reviste tipărite și online. Acțiunea primelor două povestiri, grupate sub titlul "Înainte de coșmar", se petrece în același univers cu evenimentele relatate în romanul de debut al autorului, ...Și la sfârșit a mai rămas coșmarul (2010).

## Conținut
- Prefață
- I. Înainte de coșmar
  - Lenore Arras
  - Pivnițele Palatului Charon
- II. Ceasul fantasmelor
  - Însângerată, luna
  - Trecătoarea
  - Ellen Lee
  - Spiridușii albi
- III. Viitorul ieri și azi
  - Anna Lise
  - Tempus fugit
  - Imora
- IV. Întâlnire cu Ermengaarde
  - Mascarada învinșilor
  - Transport periculos
  - Edana Rose
  - Domini Canes

## Intriga

### Înainte de coșmar
Prima secțiune a volumului cuprinde două povestiri a căror acțiune o precede pe cea din romanul ...Și la sfârșit a mai rămas coșmarul (2010). În Lenore Arras, apărută în CPSF Anticipația nr. 3 / februarie 2013, un nobil își ucide soția și copiii despre care descoperă că sunt creaturi malefice. Un băiat și o fată supraviețuiesc masacrului și pleacă în pribegie. După moartea fetei, băiatul se întoarce la tatăl său pentru a o răzbuna. Pivnițele Palatului Charon a fost publicat în volumul Dincolo de noapte. 12 fețe ale goticului (2012) și relatează povestea unui preot răpit de doi bărbați și obligat să îngrijească o femeie captivă rănită, care are legături cu forțele malefice.

### Ceasul fantasmelor
Însângerată, luna este o povestire apărută în ianuarie 2012 Gazeta SF. Vizitatorul unui fort transilvănean este martorul unei apariții stranii, o fată a lunii care îi cheamă noaptea la ea pe ocupații fortului și îi ucide. Trecătoarea a apărut în mai 2011 în aceeași revistă și descrie un episod fictiv al luptelor din daci și romani, desfășurat într-o trecătoare, în care invadatorii sunt decimați de forțe oculte necunoscute manipulate de localnici. Inclusă în antologia Alertă de grad zero în proza scurtă românească actuală (2011), Ellen Lee prezintă intervenția a doi polițiști în locuința în care un criminal în serie i-a ucis pe toți membrii familiei, în afara fetei, Ellen Lee. Misiunea celor doi pare să se încheie cu succes, dar doar până își dau seama că ucigașul nu era cel la care se așteptau. În Spiridușii albi, apărută în 2012 în antologia Cele 1001 scorneli ale moușului SF, viața tihnită a unui orășel american este tulburată de dispariția unui copil. Fratele său, revenit acasă, este în stare de șoc și vorbește într-una despre „spiriducii”. Plecat pe urmele băiatului dispărut, un grup de adolescenți este surprins noaptea de apariția unor creaturi diavolești cu care trebuie să lupte pentru supraviețuire.

### Viitorul ieri și azi
Secțiunea a treia a volumului virează spre un science fiction care-și trage rădăcinile din curentul steampunk. Anna Lise a fost inclusă în Almanahul Anticipația 2013 și descrie încercarea unui savant nebun al secolului ai nouăsprezecelea de a descoperi criminalul unei fete prin disecarea și „mestecarea” organelor ei de către un mecanism al cărui inventator este. Apărută inițial sub titlul Ultima clepsidră în antologia Steampunk: A doua revoluție (2011), Tempus fugit prezintă o societate a viitorului (sau o realitate alternativă) în care timpul a început să curgă foarte încet, amenințând chiar să ajungă la extincție. În această societate în care s-a revenit la folosirea clepsidrelor, un terorist deschide porți către alte timpuri, lucru care poate duce la distrugerea realității. Imora este o altă povestire pe tema timpului, publicată în 2013 în antologia Ferestrele timpului. În încercarea de a împiedica producerea unui eveniment nedorit, protagonistul schimbă continuu firele trecutului și ale viitorului, doar pentru a ajunge mereu în același punct.

### Întâlnire cu Ermengaarde
Povestirile din ultima secțiune se petrec într-un univers care oscilează între space opera și dark fantasy și care se dorește începutul unei serii. Ele orbitează în jurul pământencei Ermengaarde din Dinastia Eyes, aflată în mijlocul unui conflict dintre societățile diferitelor planetele ale sistemului solar. Este o lume în care conveniențele sociale se îmbină cu intrigi de curte și trădări, într-o încercare de a stabili alianțe și de a forța cursul acțiunilor în direcția dorită. Membră a unei Case aflată într-o situație critică, Ermengaarde își folosește arsenalul seducției feminine pentru a scăpa de un atentat și pentru a evada după ce este capturată de o facțiune a războiului din sistemul solar. Ea își trădează foștii aliați pentru a fi împreună cu bărbatul de care este îndrăgostit și forțează izbucnirea unui conflict de pe urma căruia speră să obțină avantaje.

## Opinii critice
Volumul s-a bucurat de o primire majoritar favorabilă din partea criticii de specialitate, fiind apreciat de lect. univ. dr. Florin Pîtea (critic, scriitor) , prof. doc. Ciprian Mitoceanu (publicist, scriitor) , Laura Sorin (publicistă, scriitoare) , Horia Nicola Ursu (critic, editor), Mircea Opriță (critic, editor) în revista Helion, dr. Ștefan Bolea (critic, poet) etc.